# Obligaciones (banda)
Obligaciones es un grupo de música rock formado en Vitoria (Álava, España). 
A lo largo de casi diez años en la brecha del punk y el rock'n'roll, Obligaciones han sacado a la calle cuatro discos. En sus inicios con la discográfica Mil A Gritos Records y hoy en día con Fucking Records.
Su último disco editado en 2005 (Iwô-Jima Party) hace referencia a Iwô-Jima, isla japonesa del pacífico en la que se produjo una sangrienta batalla durante la Segunda Guerra Mundial.

## Miembros
- El Pela: Voz y bajo.
- El Anti: Guitarra.
- El Fer y más tarde el Aitor: Voz y guitarra.
- El Epi: batería.

## Discografía
- Obligaciones (álbum) - 1997
- Rápido y sucio - 2000
- Prueba a gritar, prueba a llorar - 2002
- Iwô-Jima Party - 2005
- Obligaciones Vs. Planet77 - 2007